# Jules Ramey
Étienne-Jules Ramey fue un escultor francés nacido en París en 1796 y fallecido en esa misma ciudad en 1852.

## Biografía
Alumno de su padre, el escultor Claude Ramey, posteriormente de Pierre Cartellier, obtuvo el Prix de Rome de escultura con una estatua que lleva por título Ulises reconocido por su perro. De 1816 a 1819 estuvo pensionado en la villa Médici de Roma. Es sobre todo conocido por haber decorado, junto a David d'Angers, la Porte d'Aix de Marsella en el periodo comprendido entre 1828 y 1839.

Abrió junto con Auguste Dumont un atelier muy reputado.
Miembro de la Academia de 1828 a 1852, año en que falleció. Como profesor influyó en numerosos artistas entre otros: Eugène-Antoine Aizelin, Aimé Charles Irvoy, Henri-Charles Maniglier, Victor Huguenin, Jean-Baptiste-Jules Klagmann y Jean-Joseph Perraud.

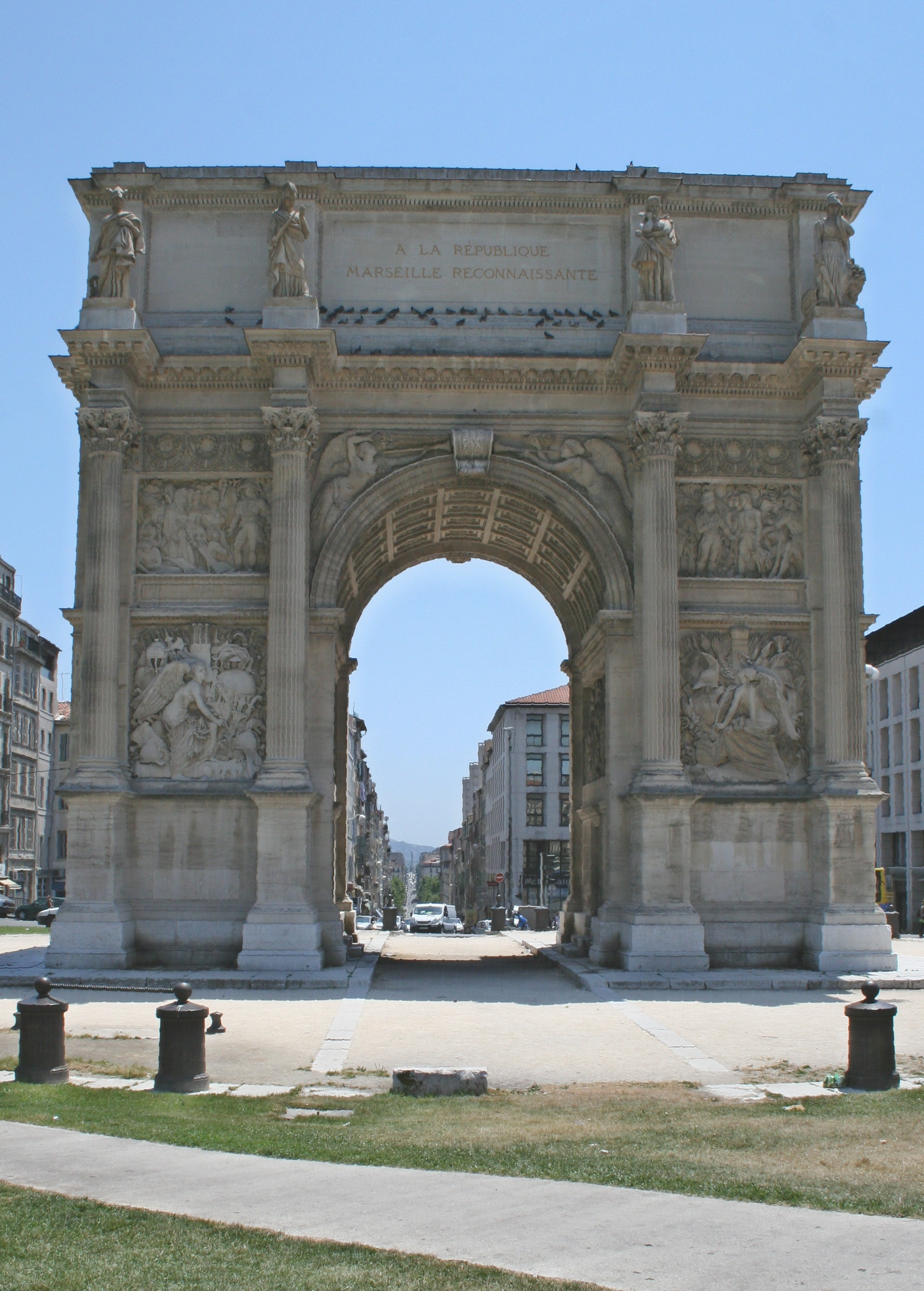
Puerta de Aix en Marsella, decorada por Jules Ramey.

## Obras
- Ulises reconocido por su perro Argos, (1815)con la que obtuvo el Premio de Roma. Actualmente en el Museo de la Academia de Bellas Artes de París.
- Decoración de la Puerta de Aix en Marsella.
- Teseo combatiendo con el Minotauro (1826), grupo, piedra, París, jardín de las Tullerias, Grand bassin rond - copia en bronce (1854) en el castillo de Dampierre (Yvelines)
- San Lucas, estatua, piedra, París, iglesia de la Madeleine, bajo el peristilo, fachada posterior, lado de la rue Tronchet
- San Pedro y San Pablo, estatuas, piedra, París, iglesia San Vicente de Paul, place Franz-Liszt
- Retrato de Madame Dumont (Chaumont, Yonne, 1775 - París, 1844), esposa del escultor Jacques-Edme Dumont, (1829) medallón, mármol, en el Museo del Louvre, departamento de esculturas.

## Recursos
- Pierre Kjellberg, Le Nouveau guide des statues de Paris, La Bibliothèque des Arts, París, 1988
- Emmanuel Schwartz, Les Sculptures de l'École des Beaux-Arts de Paris. Histoire, doctrines, catalogue, École nationale supérieure des Beaux-Arts, París, 2003